# مازراتی

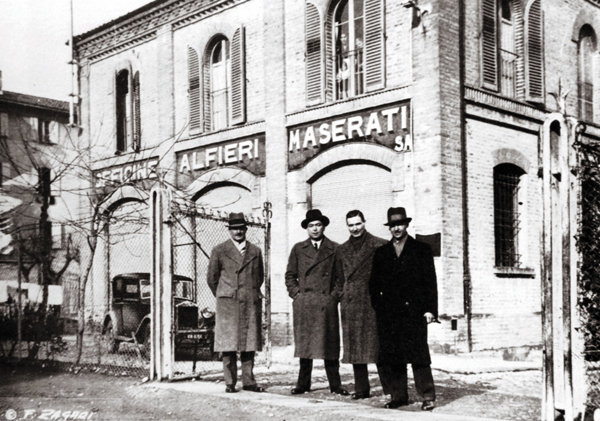
برادران مازراتی

مازراتی شرکت خودروسازی ایتالیایی تولیدکننده خودروهای لوکس و اسپورت است، که در تاریخ ۱ دسامبر ۱۹۱۴ توسط برادران مازراتی، در شهر بولونیا راه‌اندازی شد. شرکت مازراتی متعلق به استلانتیس می‌باشد و اکنون دفتر مرکزی و کارخانه تولیدی اصلی آن، در شهر مودنا، ناحیه امیلیا-رومانیا، ایتالیا قرار دارد.
در ساختار سازمانی گروه فیات، مازراتی همواره به‌عنوان زیرمجموعه شرکت فراری محسوب می‌شد، اما به‌تازگی به‌همراه آلفا رومئو، بخش اصلی خودروهای اسپورت استلانتیس را، تولید می‌نماید. نشان شرکت خودروسازی مازراتی بر گرفته از نیزه سه‌شاخ آب‌نمای نپتون در بولونیا، شهر زادگاه این خودرو است.

## تاریخچه

### برادران مازراتی

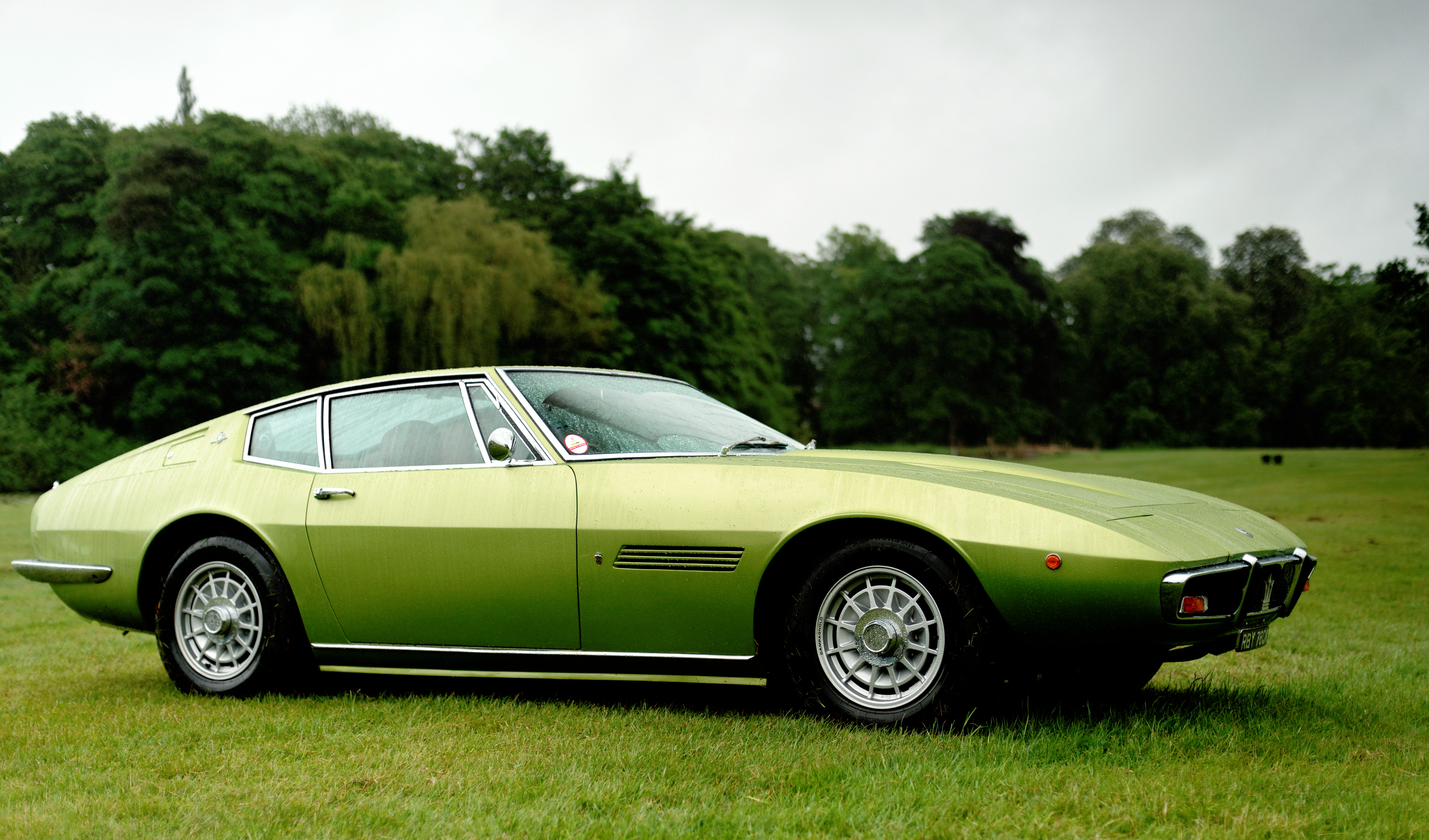
مازراتی گیبلی

شرکت خودروسازی مازراتی در ماه دسامبر سال ۱۹۱۴ فعالیت خود را آغاز نمود. این شرکت توسط برادران مازراتی؛ به نام‌های آلفیری، بیندو، کارلو، اتوره و ارنستو تأسیس شد. آن‌ها در سال‌های نخست قرن بیستم فعالیتشان را در شرکت خودروسازی دیاتو آغاز نمودند و خودروهای مسابقه‌ای ۲لیتری طراحی شده توسط آلفیری، بیندو و ارنستو برای دیاتو، قهرمانی مسابقات اتومبیل‌رانی گرند پریکس را به ارمغان آورد.
در ۱۹۲۶ شرکت دیاتو تولید خودروهای مسابقه‌ای خود را متوقف کرد و برادران مازراتی از این شرکت جدا شدند و بر روی شرکت تازه تأسیس خود؛ مازراتی، تمرکز نمودند، که فعالیت آن‌ها به ساخت خودروهای ۴، ۶، ۸ و ۱۶ سیلندر مسابقه‌ای و شرکت در مسابقات اتومبیل‌رانی محدود می‌شد.
یکی از نخستین خودروهای ساخته شده توسط برادران مازراتی، که آلفیری رانندگی آن را برعهده داشت، در ۱۹۲۶ مقام اول را در مسابقات تارگا فلوریو کسب نمود. سال ۱۹۳۲ برادر بزرگتر، یعنی آلفیری مازراتی درگذشت و کارلو نیز از شرکت جدا شد، ولی ۳ برادر دیگر، برای ۵ سال، هدایت شرکت را ادامه دادند.

### مالکیت آدولفو اورسی

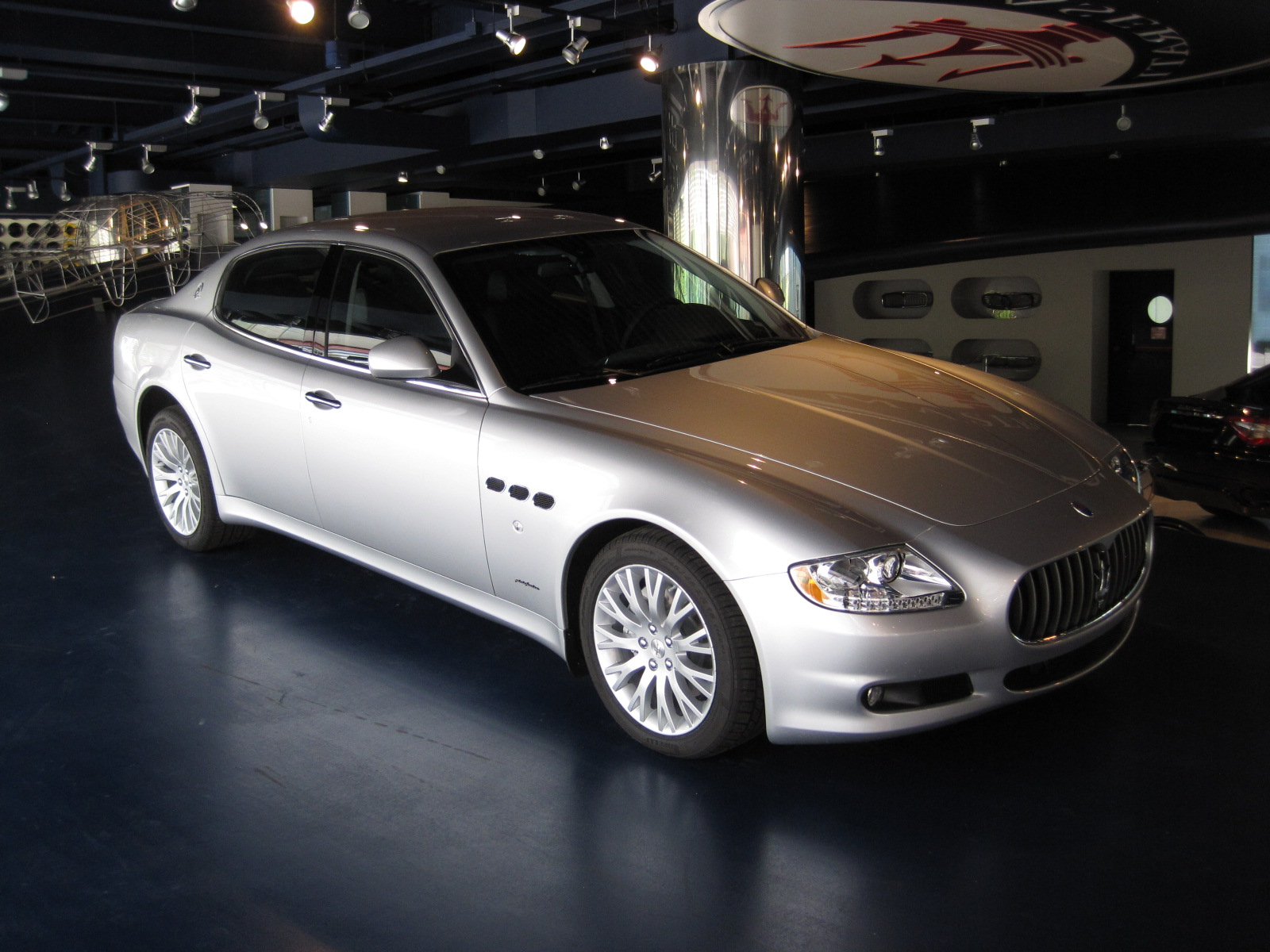
مازراتی گیبلی ۴

در سال ۱۹۳۷ سه برادر مازراتی، سهام خود را به شرکت آدولفو اورسی واگذار کردند، اما به‌عنوان مهندس، در تولید خودرو در این شرکت، به کار خود ادامه دادند.
در این زمان نیز شرکت مازراتی همچنان به تولید خودروهای مسابقه‌ای می‌پرداخت، که در مسابقات رالی نیز موفقیت‌های زیادی به دست آورد.
مازراتی حتی در برابر غول‌های خودروسازی آلمانی مانند مرسدس بنز و آتو یونیون در سال‌های ۱۹۳۹ و ۱۹۴۰ هم موفقیت‌های فراوانی را کسب کرد. یکی از خودروهای موفق مازراتی در مسابقات رالی، خودروی مازراتی سی‌تی‌اف۸ بود، که موفق به کسب عنوان قهرمانی در مسابقات گرند پریکس شد.
با آغاز جنگ جهانی دوم، مازراتی همانند دیگر خودروسازان، به تولیدات جنگی پرداخت و خودروی نظامی وی۱۶ را برای رهبر وقت ایتالیا؛ بنیتو موسولینی تولید کرد. وی۱۶ اندکی پیش از آن که فردیناند پورشه آغاز به تولید خودرو فولکس‌واگن برای آدولف هیتلر نماید، تولید گردید. با پایان جنگ، شرکت تولیدات عادی خود را از سرگرفت و خودروهای سری مازراتی ای۶ را به بازار عرضه کرد.
در ادامه، شرکت مازراتی با جذب متخصصان، بیشتر تمرکز خود را روی ماشین‌های مسابقه‌ای قرار داد. در این دوران علاوه بر خودروهای مسابقه، خودروهای ۴سی‌ال‌تی، ۸سی‌ال‌تی و معروف‌ترین خودروی آن دوره خود یعنی ای۶جی‌سی‌اس را هم تولید و عرضه کرد. سال ۱۹۵۷ تیم مازراتی با خودروی مازراتی ۲۵۰اف توانست موفقیت چشمگیری را به دست آورد.
از دیگر خودروهای مازراتی در این زمان می‌توان به مدل‌های مازراتی ۲۰۰اس، مازراتی ۳۰۰اس، مازراتی ۳۵۰اس، مازراتی ۴۵۰اس و مازراتی تیپو ۶۱ تا سال ۱۹۶۱ اشاره کرد.
مازراتی پس از سال ۱۹۵۷ از تولید خودروهای مسابقه‌ای کاست و تمرکز خود را روی خودروهای کلاس‌های دیگر معطوف کرد و نخستین خودروی ۶ سیلندر خود، بنام مازراتی ۳۵۰۰ را تولید نمود، که از بدنه‌ای تمام آلومینیمی ساخته‌شده بود. در سال بعد نمونه ۸ سیلندر با همان طراحی پیشین ساخته شد، که تحت نام مازراتی ۵۰۰۰ جی‌تی به بازار عرضه گردید.
خودروی بعدی این شرکت مازراتی سبرینگ نام داشت و در سال ۱۹۶۲ رونمایی شد. یک سال بعد در ۱۹۶۳ خودروی کوپه مازراتی میسترال وارد بازار شد، که در ۱۹۶۴ طرح اسپایدر آن نیز ساخته شد، که هر دو مدل توسط پیترو فروا طراحی شده‌بود.
فروا در سال ۱۹۶۳ نخستین خودروی ۴ در مازراتی را نیز طراحی نمود که با نام مازراتی کواتروپورو روانه بازار شد. در ۱۹۶۷ مدل دو صندلی مازراتی گیبلی طراحی گردید.

### مالکیت سیتروئن

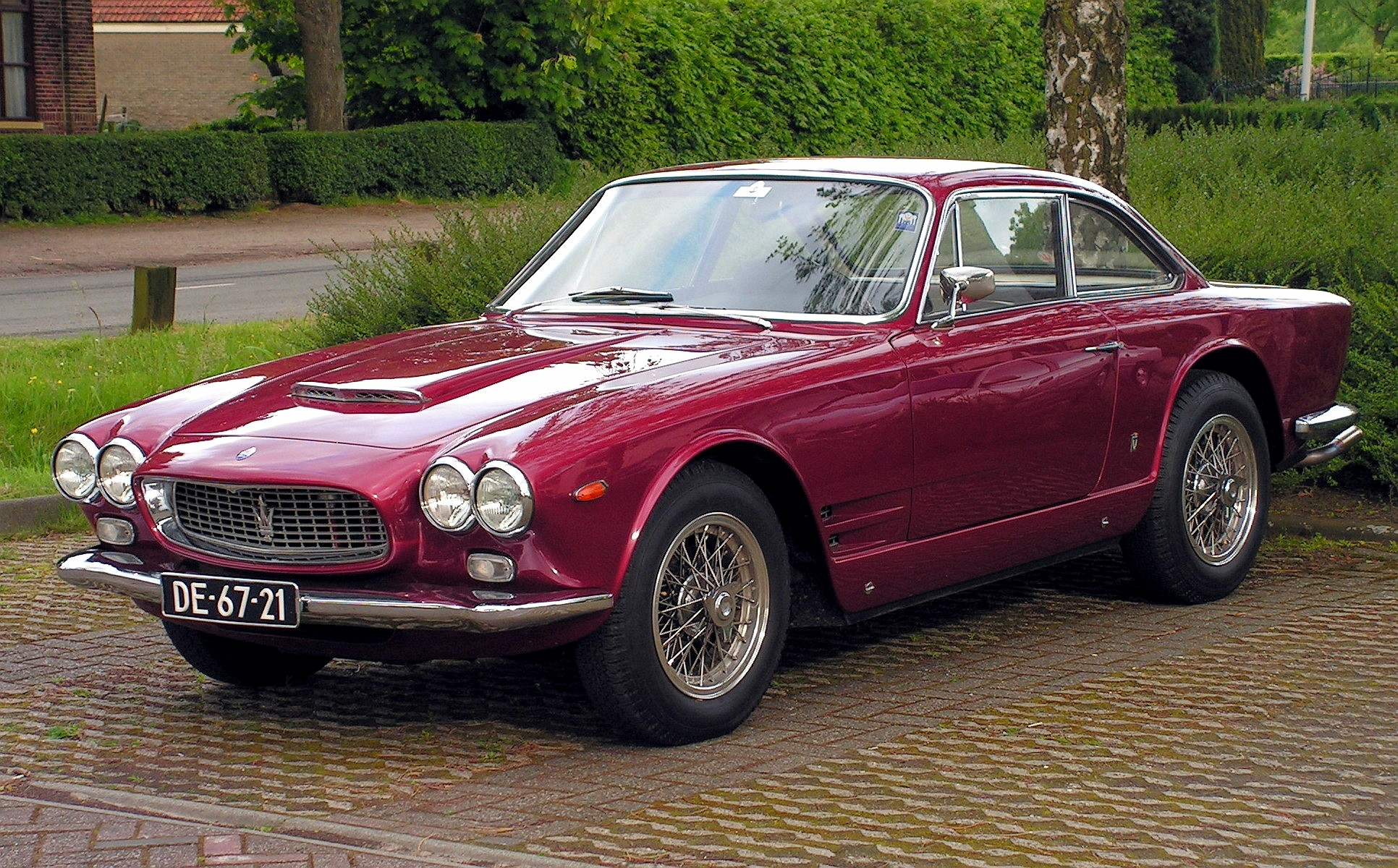
مازراتی سبرینگ

سال ۱۹۶۸ مازاراتی توسط شرکت فرانسوی سیتروئن خریداری شد و نخستین خودروی آن، تحت مدیریت سیتروئن، در سال ۱۹۶۹ ارائه شد، که مازراتی ایندی نام داشت. در ادامه، سال ۱۹۷۱ خودروی مازراتی بورا به تولید انبوه رسید.
بلافاصله مدل‌های مازراتی تحت مدیریت سیتروئن، یکی پس از دیگری طراحی و تولید گردید، که شامل: مازراتی مراک، مازراتی کمسین و مازراتی کواتروپورو ۲ بود.
با آغاز بحران نفتی سال ۱۹۷۳ و در پی گران شدن قیمت بنزین و افت بازار جهانی خودرو، ترمز توسعه شرکت مازراتی و سیتروئن کشیده‌شد و تا بدان‌جا پیش رفت، که سیتروئن تا آستانه ورشکستگی در ۱۹۷۴ قرار گرفت.
در ۲۳ می ۱۹۷۵ پس از ادغام دو شرکت پژو و سیتروئن و تأسیس شرکت جدید پژو سیتروئن، مدیریت جدید تصمیم به واگذاری شرکت مازراتی گرفت.

### مالکیت دتوماسو

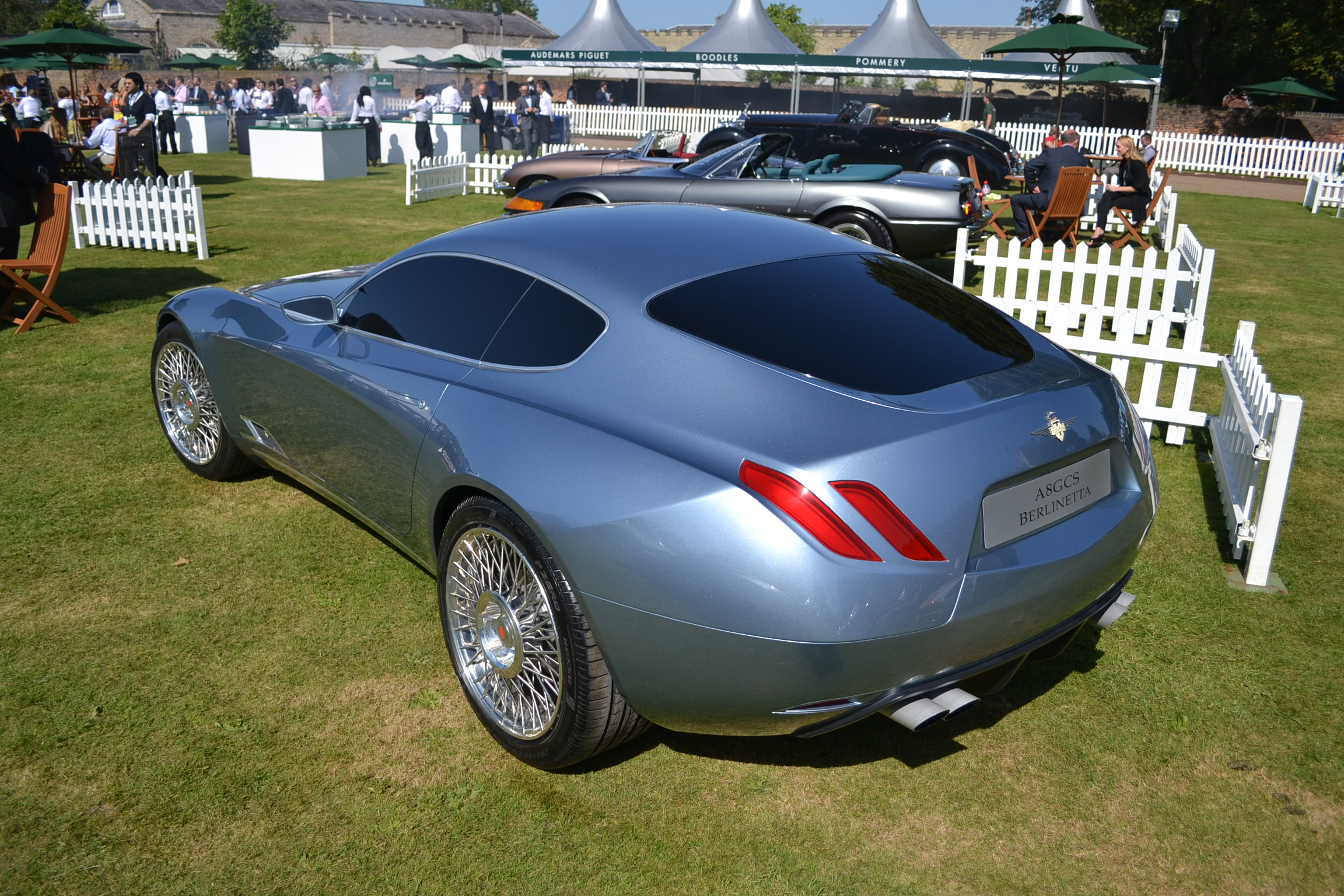
مازراتی برلینتا

سال ۱۹۷۵ شرکت بنلی، که خود از شرکت‌های زیرمجموعه دتوماسو محسوب می‌شد و هر دو متعلق به راننده بازنشسته آرژانتینی؛ آلساندرو دتوماسو بود، شرکت مازراتی را از سیتروئن خریداری کرد.
در ۱۹۷۶ نخستین مدل تحت مدیریت دتوماسو تولید شد، که مازراتی کیالامی نام داشت. سپس در ۱۹۷۹ سری سوم از مدل کواتروپورو؛ بنام مازراتی کواتروپورو ۳ عرضه گردید.
در اوایل دهه ۱۹۸۰ در خودروهای مازراتی تغییراتی ایجاد شد، که شامل تغییر در طراحی پیشرانه و همچنین کاهش قیمت خودروها بود. مدل‌های مازراتی بای‌توربو و مازراتی کاریف از آن دسته بودند.
آخرین خودرویی که بر پایه مدل بای‌توربو ساخته شد؛ مازراتی مسابقه نام داشت. دو خودروی کوپه طرح جدید مازراتی که به‌ترتیب در سال‌های ۱۹۹۰ و ۱۹۹۲ عرضه شدند؛ مازراتی شامال و مازراتی گیبلی ۲ بودند.

### مشارکت با کرایسلر
در اوایل دهه ۱۹۹۰ بخشی از سهام مازراتی توسط شرکت کرایسلر خریداری شد و در پی آن، دو مدل خودرو با مشارکت مازراتی و کرایسلر نیز تولید گردید، که شامل کرایسلر تی‌سی بر اساس مازراتی و مازراتی بارچتا بودند، ولی به‌علت مصادف شدن با ورشکستگی کرایسلر، هیچگاه به تولید انبوه نرسیدند.

### مالکیت فیات

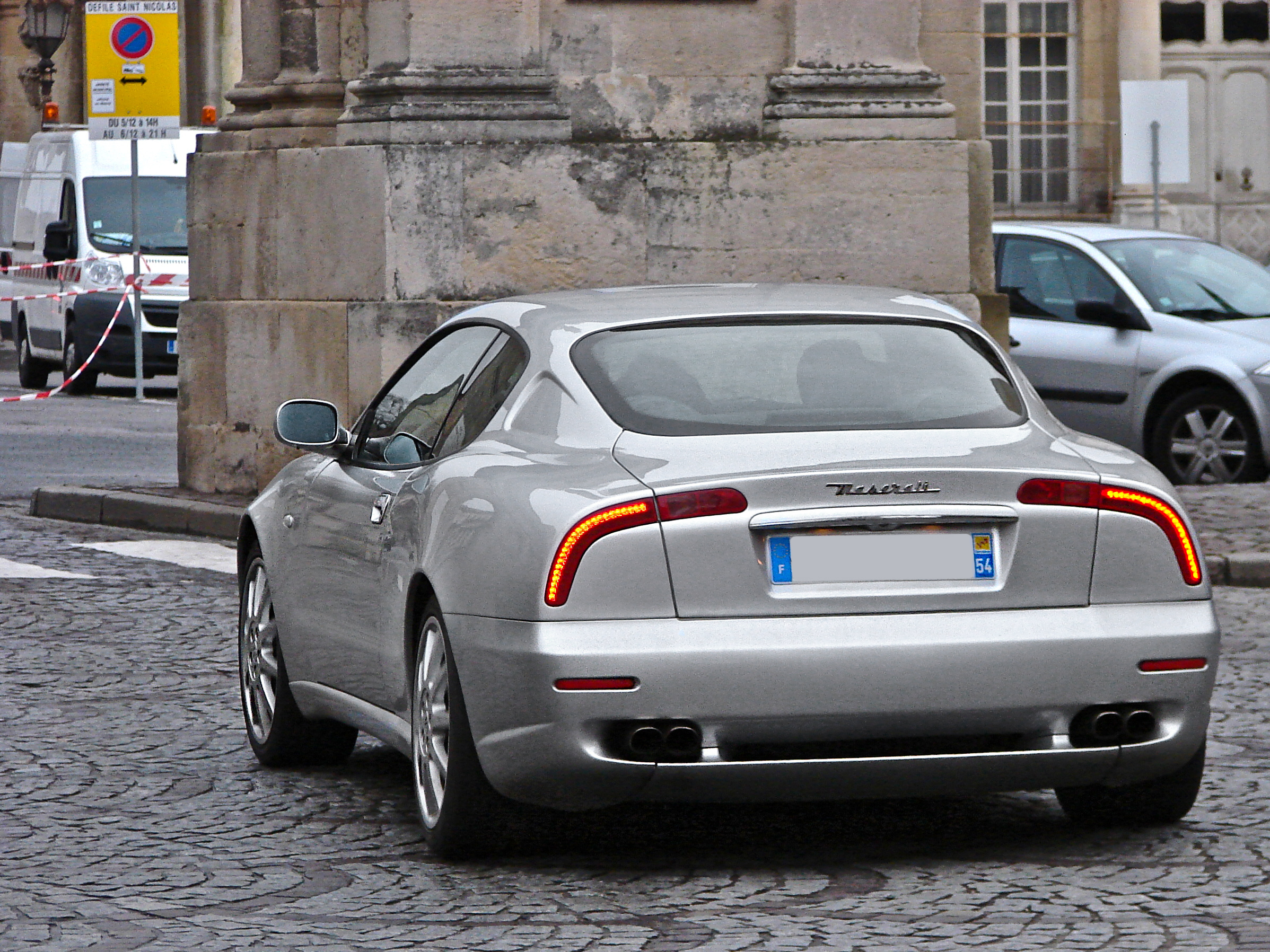
مازراتی ۳۲۰۰ جی‌تی

سال ۱۹۹۳ شرکت فیات با سرمایه‌گذاری در مازراتی هدایت آن را به دست گرفت.
در سال ۱۹۹۸ با طراحی و تولید مازراتی ۳۲۰۰ جی‌تی تحت مدیریت فیات، فصل جدیدی از تاریخچه مازراتی آغاز شد، که بلافاصله به عرضه مدل‌هایی چون مازراتی کوپه و مازراتی اسپایدر انجامید، که مدل کوپه به‌عنوان بهترین خودروی جهان در سال ۲۰۰۲ تبدیل شد. سپس مدل مازراتی گران‌توریزمو به بازار عرضه شد.

### مالکیت فراری
سال ۱۹۹۷ مازراتی به فیات اتومبیلز واگذار شد و این شرکت نیز ۵۰٪ درصد از سهام مازراتی را به شرکت فراری فروخت، هر چند که بخشی از سهام فراری نیز در اختیار فیات اتومبیلز بود و در مجموع همه این شرکت‌ها زیر چتر شرکت فیات قرار دارند.
از آن پس شرکت مازراتی دست به تولیدات محبوب‌تر و موفق‌تری زد و اکنون به عنوان یکی از شرکت‌های تحت کنترل استلانتیس به تولید خودرو مشغول است.

## خودروهای کنونی
| مازراتی کواتروپورو | مازراتی گیبلی ۳ | مازراتی گران‌توریزمو | مازراتی گران‌کابریو | مازراتی لوانته |
| ------------------ | --------------- | ------------------- | ------------------ | -------------- |
| - ۴ در سالن        | - ۴ در سالن     | - ۲+۲ گراند         | - کانورتیبل        | - ۵ در اس‌یووی  |
|                    |                 |                     |                    |                |